# James A. Mulligan
James Adelbert Mulligan (30 juni 1830 – 26 juli 1864) was kolonel van de 23rd Illinois Volunteer Infantry Regiment in het Noordelijke leger tijdens de Amerikaanse Burgeroorlog.  Hij voerde de Noordelijke eenheden aan tijdens de Eerste Slag  bij Lexington en zou tot aan zijn dood deelnemen aan verschillende veldslagen en veldtochten. Op 20 februari 1865 werd hij postuum bevorderd tot gebrevetteerd brigadegeneraal van de United States Volunteers met ingangsdatum 23 juli 1864.Dit was de dag voor hij dodelijk gewond raakte tijdens de Tweede Slag bij Kernstown.

## Jonge jaren
James Mulligan werd geboren op 30 juni 1830 in Utica, New York. Zijn ouders waren migranten uit Ierland. Zijn vader overleed toen Mulligan nog een kind was. Zijn moeder hertrouwde met Michael Lantry uit Chicago Illinois. Daar zou Mulligan zijn opleiding volgen aan St. Mary's on the Lake College of North Chicago. Tussen 1852 en 1854 volgde hij een rechterstudie in het kantoor van Isaac N. Arnold, een volksvertegenwoordiger. In 1856 werd Mulligan toegelaten tot de balie en werd tweede luitenant bij de "Chicago Shield Guards".

## Amerikaanse Burgeroorlog

### Oprichting van de Irish Brigade
Toen het conflict tussen Noord en Zuid uitbrak, richtte Mulligan het 23rd Illinois Volunteer Infantry Regiment op in 1861 die lokaal bekend stond als de "Irish Brigade" (niet te verwarren met de bekendere eenheid uit New York met dezelfde naam). Dit regiment werd opgebouwd rond de "Chicago Shield Guards". In september 1861 leidde hij zijn eenheden naar Lexington Missouri nadat hij informatie ontvangen had dat de pro-Zuidelijke Missouri State Guard, onder leiding van Sterling Price, op weg was om deze belangrijke stad aan de Missouri te veroveren.

### Eerste slag bij Lexington
Op 13 september 1861 begon de Eerste Slag bij Lexington (ook gekend als de "Slag van de hennepbalen"). 12.500 soldaten van de Missouri State Guard belegerden de 3.500 soldaten onder leiding van Mulligan die zich rond de oude Masonic College had ingegraven. Op 18 september voerde Prices leger een frontale aanval uit op de Noordelijke verdedigingswerken. Deze aanval mislukte. Op 20 september zetten de Zuidelijken drijvende hennepbalen in om via de rivier het Noordelijke hoofdkwartier te bereiken. Om 2.00 ’s nachts moest Mulligan zich overgeven. Er vielen 64 doden en 192 gewonden. Price was zo onder de indruk van Mulligans verzet dat hij zijn eigen paard aanbood aan Mulligan en hem een veilige doortocht gaf naar de Noordelijke linies.

### Camp Douglas
Tussen 25 februari en 14 juni 1862 was Mulligan bevelhebber van Camp Douglas, een krijgsgevangenenkamp in Chicago. Het kamp was oorspronkelijk een trainingskamp voor Noordelijke soldaten, maar werd na de Slag om Fort Donelson omgevormd tot een krijgsgevangenenkamp. één op de acht Zuidelijke gevangenen stierf aan longontsteking of andere ziektes. Hoewel het kamp later berucht zou worden voor de slechte leefomstandigheden en het hoge sterftecijfer zou Mulligan toch proberen om het kamp leefbaar te maken. Maar door geldtekort en bureaucratische desinteresse kon hij niet veel uitrichten.  Waarschijnlijk werd hij gemotiveerd door de goede behandeling van Price toen hij gevangen was genomen.

### Diensttijd in de Middle Department
Tussen 17 december 1862 en 27 maart  1863 werd Mulligan en zijn regiment naar het Middel Department gestuurd om de spoorwegen te bewaken. Tussen 27 maart 1863 en 26 juni 1863 werden ze toegevoegd aan de 5de brigade, 1st Division, VIII Corps in hetzelfde departement.

### Fort Mulligan
Tussen augustus en december 1863 overzag Mulligan de bouw van Fort Mulligan, een aarden fort in Grant County West Virginia. De Zuidelijke generaal-majoor Jubal Early veroverde het fort tijdens zijn Veldtochten in de Shenandoahvallei in 1864. Hij was vol lof over de bouw en de bouwer. Dit fort is heden ten dage één van de best bewaarde fortificaties uit de Amerikaanse Burgeroorlog in West Virginia en is een populaire toeristenbestemming.

### Schermutseling bij Leetown
Op 3 juli 1864, drie weken voor zijn overlijden, onderscheidde Mulligan zich in de strijd rond Leetown in Virginia. Tijdens de opmars van generaal-majoor Jubal Early in de tweede veldtocht in de Shenandoahvallei moesten de Noordelijke eenheden onder leiding van generaal-majoor Franz Sigel zich terugtrekken. Om de Noordelijke eenheden te hergroeperen en opnieuw te bevoorraden had Sigel tijd nodig. Hij stuurde Mulligan met slechts twee regimenten (waaronder zijn 23rd Illinois), vijf kanonnen en 1.000 cavaleristen te voet om Leetown zo lang mogelijk te behouden. Er kwamen zes Zuidelijke infanteriedivisies, vijf brigades cavalerie en drie batterijen zijn richting uit. Mulligan wist dat hij er alleen voor stond en diende een zich al vechtend terug te trekken om de Zuidelijken zo lang mogelijk op te houden.
De confrontatie begon om 6 uur in de ochtend van de 3de juli toen generaal majoor Robert Ransom, bevelhebber van Early’s cavalerie, het bevel gaf aan brigadegeneraal Bradely T. Johnson om Leetown aan te vallen. Tegelijkertijd viel een andere cavalerie-eenheid de 600 Noordelijke cavaleristen aan bij Darkesville. Ondertussen reed de Zuidelijke cavaleriebrigade van brigadegeneraal John McCausland rond de Noordelijke stellingen bij North Mountain en Williamsport Road. Ze veroverden het Noordelijke North Mountain depot.
Mulligan deed met zijn kleine strijdmacht een uitval na de eerste aanval van Johnson. Hij verdreef de Zuidelijken en duwde ze in de richting van de divisies van de generaals Robert Rodes en Stephen D. Ramseur. Hoewel de Zuidelijke druk te groot was, slaagde Mulligan er desondanks in om de hoofdmacht van Early een dag tegen te houden. Daarna trok hij zich al vechtend terug tot in Martinsburg West Virginia. Dit kocht de Noordelijken kostbare tijd om hun terugtrekkende eenheden te hergroeperen.

### Overlijden

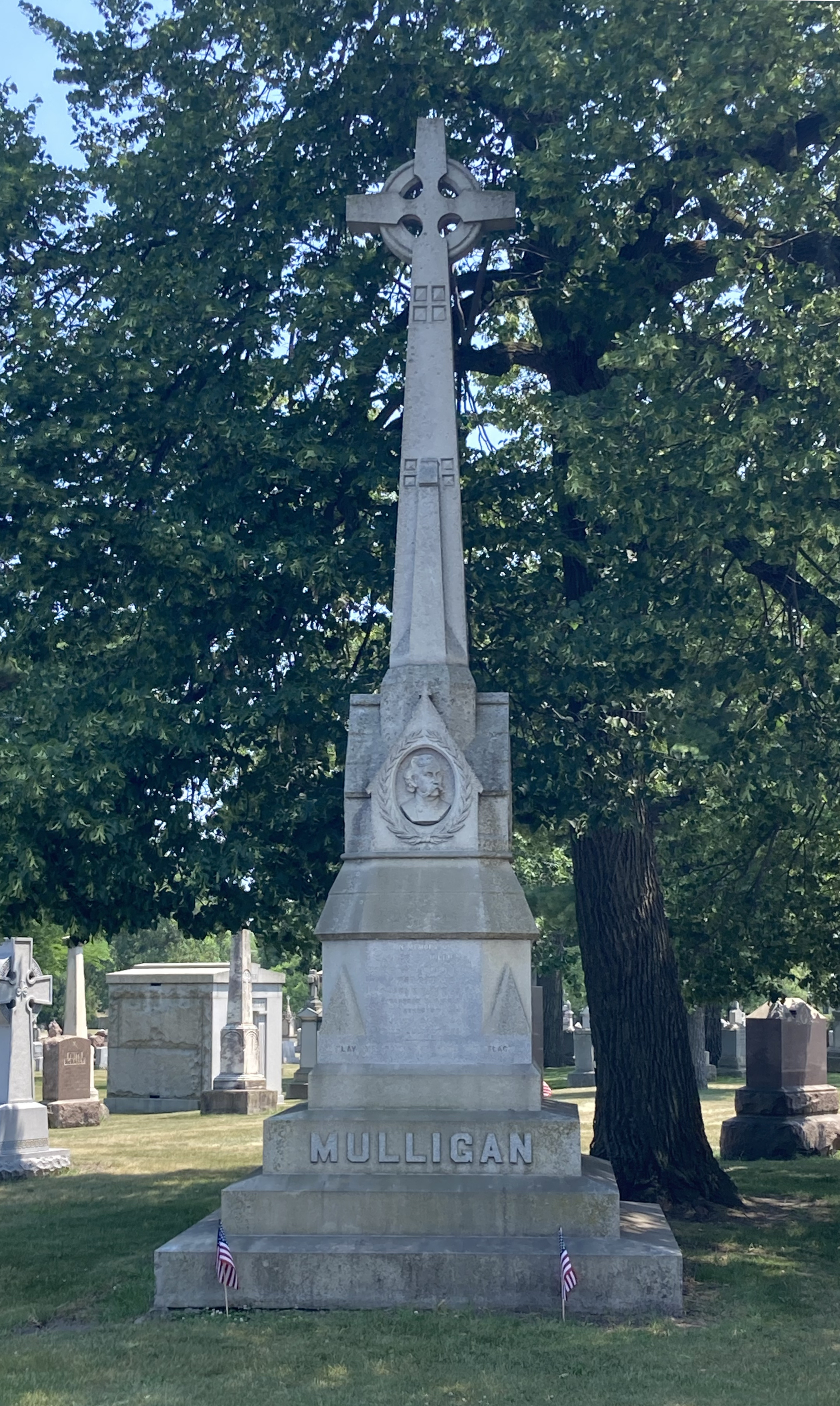
Mulligans graf in Calvary Cemetery

Op 24 juli 1864 voerde Mulligan zijn eenheden aan tijdens de Tweede Slag bij Kernstown. In de late namiddag vielen de Zuidelijke troepen onder leiding van generaal-majoor John. B. Gordon Mulligans 1.800 soldaten aan bij Opequon Church. Mulligan kon de eerste aanval tegenhouden, maar een aanval in zijn flank door eenheden onder leiding van generaal-majoor John C. Breckinridge was verwoestend voor de Noordelijke linies. Scherpschutters van Ramseurs divisie vielen de rechterflank van Mulligan aan. Onder deze druk stortte de Noordelijke linie ineen.
Mulligan gaf het bevel tot te terugtocht. Terwijl hij zijn troepen aanmoedigde vanop zijn paard, werd Mulligan geraakt door Zuidelijke scherpschutters die vanuit een nabijgelegen rivierbedding op hem vuurden. Zijn soldaten probeerden hem in veiligheid te brengen, maar dit werd onmogelijk gemaakt door het intens vijandelijke vuur. Mulligan die zich bewust was van de gevaren waarin zijn soldaten zich begaven om hem te redden, gaf zijn bekend bevel: "Laat me liggen en bescherm de vlag." Zijn soldaten volgden zonder veel enthousiasme zijn bevel op en brachten hem naar een nabijgelegen huis waar hij twee dagen later zou overlijden. Hij werd begraven in het Calvary Cemetery, Evanston Illinois.